# Onze-Lieve-Vrouw in de Wijngaardkerk

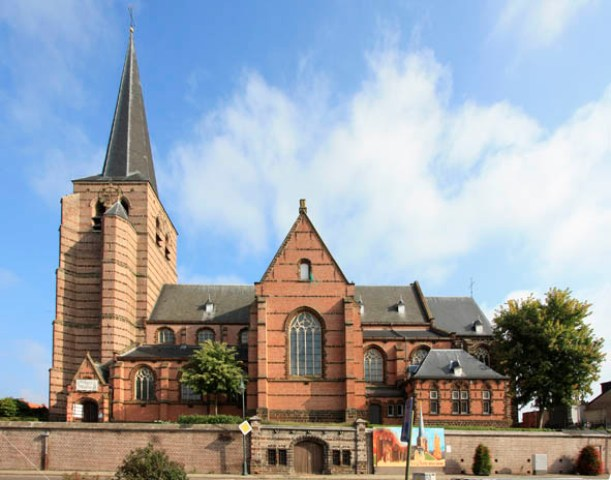
Onze-Lieve-Vrouw in de Wijngaardkerk

De Onze-Lieve-Vrouw in de Wijngaardkerk is de parochiekerk van de tot de Antwerpse gemeente Laakdal behorende plaats Veerle, gelegen aan Veerledorp.

## Geschiedenis
In 1289 en 1295 was er al sprake van een kerk in Veerle. Toen werd het patronaatsrecht van de kerk overgedragen aan de Abdij van Averbode. In 1488 werd de kerk door brand verwoest. Vanaf 1505 werd hij herbouwd waarbij materiaal van de oude kerk werd hergebruikt. In de 18e eeuw werd het interieur vernieuwd. In 1910 werd de kerk opnieuw door brand vernield. Een nieuwe en grotere kerk mocht niet worden gebouwd. Men heeft toen de toren behouden en het koor meer naar het oosten herbouwd. Dit gebeurde in 1916-1921 naar ontwerp van Jules Taeymans. Herstel van de toren vond plaats in 1933 en in 1996-1997.

## Gebouw
Het betreft een op een hoogte gelegen georiënteerde kruisbasiliek met voorgebouwde gotische toren. Het schip is neogotisch. Als materiaal werd baksteen gebruikt met veel toepassing van ijzerzandsteen, onder meer voor speklagen. De zware toren heeft vijf geledingen. Het koor is driezijdig afgesloten.

## Interieur
Het interieur wordt overkluisd door kruisribgewelven en het koor door een straalgewelf.
De kerk bezit een gepolychromeerd en verguld 14e-eeuws Mariabeeld. Een eikenhouten Sint-Anna te Drieën is van ongeveer 1500, een houten Sint-Barbarabeeld is 17e-eeuws en een kruisbeeld is 18e-eeuws.
In de kerk is een gedenkteken voor de familie Zezero de Tajeda door Jozef Viérin, terwijl ook de marmeren preekstoel en communiebank van diens hand zijn (omstreeks 1950).
Ten zuidoosten van de kerk zijn enkele 19e-eeuwse grafmonumenten te vinden waaronder de grafkelder voor de familie Zerezo de Tejada, kasteelheren van Veerle.